# Opius mischa
Opius mischa (лат.) — вид паразитических наездников рода Opius из семейства Braconidae (Opiinae). Европа (в том числе, Венгрия) и Азия (Монголия). Мелкие наездники (менее 2 мм). От близких видов отличается следующими признаками: первый тергит в 1,3 раза длиннее своей ширины у вершины и грубо скульптированный; предщитиковая бороздка глубокая, длинная; среднеспинка гладкая; тело чёрное, ноги светлые. Паразитоиды. Предположительно, как и у других представителей своего рода, их хозяевами служат мухи семейства Agromyzidae. Вид был впервые описан в 1968 году австрийским энтомологом Максом Фишером (Naturhistorisches Museum, Вена, Австрия), крупным специалистом по Braconidae, описавшим около тысячи видов наездников. Включён в состав подрода Allotypus.